# Ginnastica ai Giochi della XXXII Olimpiade - Volteggio maschile
La finale al volteggio maschile alle Olimpiadi di Tokyo 2020 si è svolta all'Ariake Gymnastics Centre il 2 agosto.

## Podio
| Oro           | Argento        | Bronzo        |
| Shin Jea-hwan | Denis Abljazin | Artur Davtyan |

## Qualificazioni
A causa della regola dei passaporti "two per country", l'accesso alla finale è consentito soltanto a due atleti per nazione.
| Pos. | Ginnasta        | Totale | Qual. |
| ---- | --------------- | ------ | ----- |
| 1    | Shin Jea-hwan   | 14.866 | Q     |
| 2    | Artur Davtyan   | 14.866 | Q     |
| 3    | Nikita Nagornyj | 14.783 | Q     |
| 4    | Adem Asil       | 14.766 | Q     |
| 5    | Denis Abljazin  | 14.733 | Q     |
| 6    | Carlos Yulo     | 14.712 | Q     |
| 7    | Caio Souza      | 14.700 | Q     |
| 8    | Ahmet Önder     | 14.466 | Q     |
| 9    | Yang Hakseon    | 14.366 | R1    |
| 10   | Kim Hansol      | 14.333 | —     |
| 11   | Lee Junho       | 14.333 | —     |
| 12   | Shek Wai Hung   | 14.274 | R2    |
| 12   | Nicolau Mir     | 14.133 | R3    |

## Classifica
| Pos.    | Ginnasta        | D. Score | E. Score | Penalità | 1° Parziale | D. Score | E. Score | Penalità | 2° Parziale | Totale |
| ------- | --------------- | -------- | -------- | -------- | ----------- | -------- | -------- | -------- | ----------- | ------ |
| Oro     | Shin Jea-hwan   | 6.000    | 8.833    | 0.100    | 14.733      | 5.600    | 9.233    | —        | 14.833      | 14.783 |
| Argento | Denis Abljazin  | 5.600    | 9.166    | —        | 14.766      | 5.600    | 9.200    | —        | 14.800      | 14.783 |
| Bronzo  | Artur Davtyan   | 5.600    | 9.200    | —        | 14.800      | 5.600    | 9.166    | 0.100    | 14.666      | 14.733 |
| 4       | Carlos Yulo     | 5.600    | 9.066    | 0.100    | 14.566      | 5.6      | 9.266    | —        | 14.866      | 14.716 |
| 5       | Nikita Nagornyj | 5.600    | 9.233    | —        | 14.833      | 5.600    | 9.000    | —        | 14.600      | 14.716 |
| 6       | Adem Asil       | 6.000    | 9.266    | —        | 15.266      | 5.600    | 8.033    | —        | 13.633      | 14.449 |
| 7       | Ahmet Önder     | 5.200    | 8.633    | —        | 13.833      | 5.200    | 9.100    | —        | 14.300      | 14.066 |
| 8       | Caio Souza      | 5.600    | 8.866    | —        | 14.466      | 5.200    | 7.700    | —        | 12.900      | 13.683 |
| Pos.    | Ginnasta        | 1° Salto | 1° Salto | 1° Salto | 1° Salto    | 2° Salto | 2° Salto | 2° Salto | 2° Salto    | Totale |